# 3C 319
3C 319 là một thiên hà radio với một chuẩn tinh nằm trong chòm sao Thiên Long.